# Бартімеус: Брама Птолемея
«Брама Птолемея» (англ. Ptolemy's Gate) — фентезійний пригодницький роман для дітей і підлітків про альтернативну історію та магію. Це третя книга серії про Бартімеуса, написаної британським письменником Джонатаном Страудом. У Великобританії він був випущений у вересні 2005 року, а в США — у грудні того ж року.

## Анотація
Минуло три роки відтоді, як маг Натаніель (інакше відомий як Джон Мандрейк) допоміг запобігти нападу на Лондон, який став би катастрофою для його магів і простолюдинів. Тепер він є членом британського уряду і стикається з безпрецедентними проблемами: зовнішні війни йдуть погано, вороги Британії влаштовують напади поблизу Лондона, а серед простолюдинів спалахує повстання. Дедалі більше відволікаючись на інші справи, Натаніель ставиться до Бартімеуса гірше, ніж будь-коли.

## Місце дії
Дія відбувається в альтернативній версії Лондона, Англія. Рік — приблизно 2011, оскільки дія книги відбувається через три роки після «Ока ґолема», дія якого, за оцінками, відбувалася у 2008 році через час смерті Ґледстоуна.

## Магічні предмети, заклинання та місця
- Брама Птолемея — різновид зворотного виклику, метод, який дозволяє людині потрапити в «інше місце», де живуть духи.

## Сюжет
Британська імперія розпадається. Багато простолюдинів незадоволені нинішнім урядом, хоча ніхто з них не бере на себе відповідальності за статус-кво. Демони чарівника піддаються нападу через природні здібності дітей бачити демонів і протистояти їм. Одні простолюдини виступають за повільні реформи, інші — за відкрите повстання, а треті кажуть, що простолюдини повинні навчитися викликати власних духів, щоб боротися з духами, які належать магам. Фільм «Брама Птолемея» завершується радою вцілілих магів та впливових простолюдинів, які намагаються створити уряд, який буде вигідним для всіх.
Кіті Джонс зрештою з'ясовує причину, чому люди й духи замкнені в нескінченному циклі: люди не розуміють природи джинів і викликають їх лише як могутніх, але небезпечних рабів, а не як рівних собі. Цю теорію підтверджує Бартімеус, який стверджує, що його найбільший господар, Птолемей, був єдиною людиною, яка ставилася до своїх слуг як до рівних і намагалася побудувати міст між джинами та людьми. Однак Птолемей помилково вважав, що багато інших підуть його слідами.
Внутрішні негаразди в Англії позначилися на долі Джона Мандрейка. Мандрейк не має друзів, за ним постійно стежать його численні вороги. За три роки, що минули після «Ока ґолема», на нього було скоєно кілька замахів. Роки перебування на посаді високопоставленого урядовця зробили Мандрейка нещадним, і він жорстоко поводиться з усіма своїми слугами, особливо з Бартімеусом. Однак події в Брамі Птолемея руйнують впевненість Мандрейка в тому, ким він став. Перетворення Мандрейка на Натаніеля відбувається набагато швидше, ніж перетворення Натаніеля на Мандрейка. Натаніель повністю відмовляється від імені Джон Мандрейк, а також від страху, що інші знають його справжнє ім'я, смиренно повідомляючи його Кіті, з якою, здається, зав'язалася нова дружба, і сміливо проголошує його духу Нуді. З кінцем «Мандрівки» Натаніель стає тим, ким сподівався бути Птолемей. Натаніель охоче дозволяє Бартімеусу поділитися своїм тілом для боротьби з Нудою та його армією гібридів, використовуючи посох Гледстоуна — злиття, яке назавжди подолає прірву між людьми та джинами. Однак в останню мить він звільняє Бартімеуса, а потім жертвує собою, щоб знищити духа Ноуда. Цей випадок був схожий на те, що зробив Птолемей за кілька хвилин до своєї смерті.

## Нагороди
Брама Птолемея отримала такі нагороди:
- Starred Kirkus review (2006)[1]
- Starred Booklist review (2006)[2]
- Cybils Award[en] (Speculative Fiction) (2006)[3]
- Locus Award for Best Young Adult Novel (2006)[4]
- Corine Internationaler Buchpreis for Kinder- und Jugendbuch (2006)[5]
- American Library Association's (ALA) Selected Audiobooks for Young Adults (2007)[6]
- ALA's Notable Children's Recordings (2007)[7]